# Condado de Houghton
El condado de Houghton es un condado del estado de Míchigan, Estados Unidos. Tiene una población estimada, a mediados de 2022, de 37 035 habitantes.
La sede del condado es Houghton.

## Geografía
Según la Oficina del Censo, el condado tiene una superficie total de 3890 km², de los cuales 2610 km² corresponden a tierra firme y 1280 km² están cubiertos de agua.

## Condados adyacentes
- Condado de Keweenaw - norte
- Condado de Baraga - este
- Condado de Iron - sur
- Condado de Ontonagon - oeste

## Principales carreteras y autopistas
- U.S. Autopista 41
- Carretera estatal 26
- Carretera estatal 28
- Carretera estatal 38
- Carretera estatal 203

## Demografía
Según la estimación 2018-2022 de la Oficina del Censo, los ingresos medios de los hogares del condado son de $52,736 y los ingresos medios de las familias son de $77,209. Los ingresos medios en los últimos doce meses, medidos en dólares de 2022, son de $29,173. Alrededor del 17.3% de la población está por debajo de la línea de pobreza nacional.

## Lugares

### Ciudades
- Houghton
- Hancock

### Villas
- Calumet
- Copper City
- Lake Linden
- Laurium
- South Range

### Municipios
| - Municipio de Adams - Municipio de Calumet - Municipio de Chassell - Municipio de Duncan | - Municipio de Elm River - Municipio de Franklin - Municipio de Hancock - Municipio de Laird | - Municipio de Osceola - Municipio de Portage - Municipio de Quincy - Municipio de Schoolcraft | - Municipio de Stanton - Municipio de Torch Lake |

### Lugares designados por el censo (census-designated places,CDP)
- Atlantic Mine
- Chassell
- Dodgeville
- Dollar Bay
- Hubbell
- Hurontown
- Painesdale
- Trimountain

### Otras comunidades
- Dakota Heights
- Dreamland
- Franklin Mine
- Jacobsville
- Ripley
- Senter